# Undraynian Point

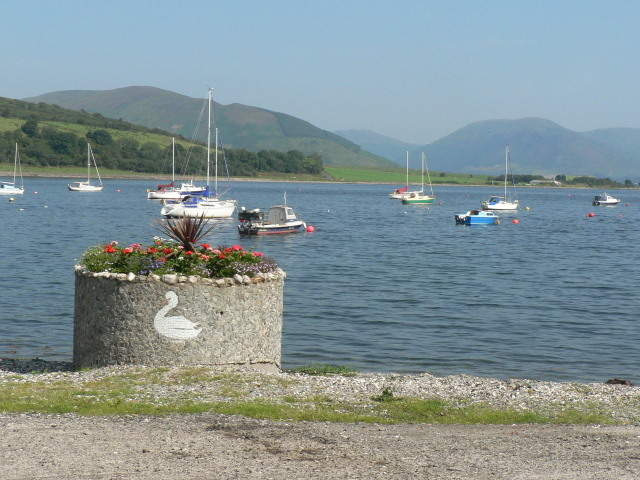
Blick über die Kames Bay. Undraynian Point ist der Standort des Gebäudes jenseits der Bucht, in dem ehemals ein fischverarbeitender Betrieb untergebracht war.

Undraynian Point ist ein kleines Kap im Osten der schottischen Insel Bute. Es ragt in südöstlicher Richtung in die Meerenge Kyles of Bute, welche die Insel von der Halbinsel Cowal abtrennt, und bildet die Südspitze einer kleinen Landzunge. Die nächstgelegenen Siedlungen sind das direkt nordwestlich gelegene Ardmaleish und das 1,5 km südliche Port Bannatyne. Das nördliche Ende der Landzunge markiert Ardmaleish Point. Auf der gegenüberliegenden Seite der Kyles of Bute springt Ardyne Point hervor. Undraynian Point markiert das nördliche Ende der Bucht Kames Bay, die sich beinahe zwei Kilometer weit bis Ardbeg Point öffnet.
Es existieren Indizien für eine frühe Besiedlung der Umgebung von Undraynian Point. So befand sich dort ein großer Menhir, der auf einer Karte aus den 1780er Jahren verzeichnet ist. Auch in späteren Karten ist er aufgeführt und wurde im Jahre 1976 letztmals beschrieben. Heute ist der Verbleib des ehemals inmitten eines bewirtschafteten Feldes stehenden Steins unbekannt. Undraynian Point ist seit der Mitte des 19. Jahrhunderts als Standort eines fischverarbeitenden Betriebes beschrieben. Während bei der ersten Erwähnung noch zwei große Teiche vorhanden waren, scheinen diese im Jahre 1897 bereits teilweise zugeschüttet gewesen zu sein. Der Betrieb wurde zwischenzeitlich aufgegeben und die Teiche sind heute nicht mehr vorhanden. Die Gebäude sind jedoch noch teilweise erhalten. Nördlich des Kaps liegen die Gebäude eines Bootsbauers direkt am Ufer. Der Standort ist bereits seit Ende des 19. Jahrhunderts beschrieben.